# 今川範忠
今川 範忠（いまがわ のりただ、1408年（応永15年）-1461年7月4日（寛正2年5月26日）?）は室町時代中期の守護大名。駿河今川氏の第5代当主。今川義元は曾孫にあたる。

## 人物
第4代当主今川範政の次男として生まれたが、兄の範豊の死によって嫡子となる（ただし、この問題については後述する）。
だが、父が晩年に範忠を廃嫡して異母弟の千代秋丸（小鹿範頼）に譲ろうとしたため、これが原因で兄弟間の間で家督争いが起こった。永享5年（1433年）、父が死去すると鎌倉公方・足利持氏との対抗上から、幼年の千代秋丸よりも成人した範忠が後を継いだほうがよいと考えた6代将軍・足利義教の裁定により、在洛中の範忠が家督を継いで当主となった。この時、狩野氏や富士氏など一部の反対派が持氏の支援を受けて蜂起したが、義教の強い支持を背景に三河・遠江守護の斯波氏の部隊などが派遣され、これを鎮圧している。
これらの経緯から幕府に対する忠誠心が強く、関東の監視役を務め、永享の乱や結城合戦では常に幕府方として参戦し、武功を挙げた。この功によって義教より同族庶流の今川姓使用を禁じ範忠の子孫のみに許す、いわゆる「天下一苗字」（この世に一家だけの姓とする）の恩賞が与えられ、以後範忠の直系子孫を今川氏の宗家とする事が保障された。これにより分家遠江今川氏の範将は堀越氏を名乗ったとされる（異説あり）。
康正元年（1455年）には8代将軍足利義政から鎌倉公方足利成氏討伐を任じられて後花園天皇から御錦旗を受け取ると直ちに領国に戻って、上杉氏討伐に向かっていて留守となっていた鎌倉を攻め落とした。このため、成氏は古河に逃れて古河公方と名乗った（享徳の乱）。
寛正元年（1460年）正月に駿河に帰国、翌年の3月20日に子の義忠に家督を譲った事が確認できるが、程なく死去（没年には異説がある）。

## 『満済准后日記』永享5年3月15日条の「娚子彦五郎」を巡って
『満済准后日記』における範忠＝彦五郎に関する記述について、永享4年6月29日条には「駿河守護今河範政嫡子彦五郎遁世」と記載され、翌年の永享5年3月15日条には「今河総州駿河守護娚子彦五郎」と記されている。従来は、永享5年の記事に書かれた「娚子」は「嫡子」の誤りと考えられていたが、大石泰史は東京大学史料編纂所架蔵写真帳で永享5年3月15日条は楷書に近い崩し字で「娚子」と記載されているのを確認した上で、文明本『節用集』に「姪 メイ　娚 ヲイ」と書かれていること、江戸時代末期にまで甥を娚と表記する慣例があったこと、加えて永享5年4月14日条には範政の二男として弥五郎、同舎弟として千代秋丸が登場していることも指摘して、永享5年3月15日条も単なる誤記ではなく、範忠は範政の実子ではなく甥であったと指摘した。
大石は系譜上でその実在の可能性が高い範政の弟である泰国（宮内少輔）の子であったと考えるべきであるが、系図に記載されていない兄弟姉妹の子であった可能性も排除できないとしている。大石は範忠擁立の背景として、長男である今川範豊（五郎）が死去した際に弥五郎（後の範勝）および千代秋丸（後の小鹿範頼）は幼少もしくは未誕生であったため、後を継ぐ養子が必要であったと推測する。しかし、今川氏と何度も婚姻を重ねてきた上杉氏出身の室から千代秋丸が生まれたことにより、今川家中に内紛が生じ、今川範政は幕府が既に後継者として認めていた養子の範忠を強引に出家させたとする。鎌倉府の支配権と国境を接する範政とすれば、千代秋丸が実子と言うだけではなく代々の縁戚で鎌倉府にも影響を持つ上杉氏を血を引くという点でも今川氏の後継者に相応しいと考えていたと考えられるが、今川氏の家中には強引な範忠出家劇に反発する重臣もあり、何よりも室町幕府（足利義教）が今川氏と鎌倉府の接近を警戒して範忠の廃嫡を許さなかったために、範政－千代秋丸と範忠およびそれぞれを支持する家臣の間の内紛が生じたとしている。